# 2012년 정동진독립영화제
제14회 정동진독립영화제는 2012년 8월 3일에 열린 시상식이다.

## 수상 및 후보

### 땡그랑동전상
- 개와 열쇠 - 김희정 수상
- 하루 - 한재빈 수상
- 오징어와 복면 - 문혜성 수상

### 섹션1
- 에튀드, 솔로 - 유대얼
- 영아 - 최아름
- 개와 열쇠 - 김희정
- 이기는 기분 - 한승훈

### 섹션2
- 소녀이야기 - 김준기
- 희망버스, 러브 스토리 - 박성미
- 요세미티와 나 - 김지현
- 청이 - 김정인

### 섹션3
- 하루 - 한재빈
- 누가 공정화를 죽였나 - 한지혜
- 왜 우리는 다큐멘터리를 찍는가 - 김수민 외 3명

### 섹션4
- 창밖의 영화 - 서은선
- Keep Quiet - 홍석재
- 포커페이스 걸 - 김 건

### 섹션5
- 애드벌룬 - 이우정
- 봄이니까 - 박생기
- 오징어와 복면 - 문혜성

### 섹션6
- 투 올드 힙합 키드 - 정대건

### 특별섹션1
- 경복 - 최시형